# Philodromus droseroides
Philodromus droseroides är en spindelart som beskrevs av Schick 1965. Philodromus droseroides ingår i släktet Philodromus och familjen snabblöparspindlar. Inga underarter finns listade i Catalogue of Life.